# Zona de strike

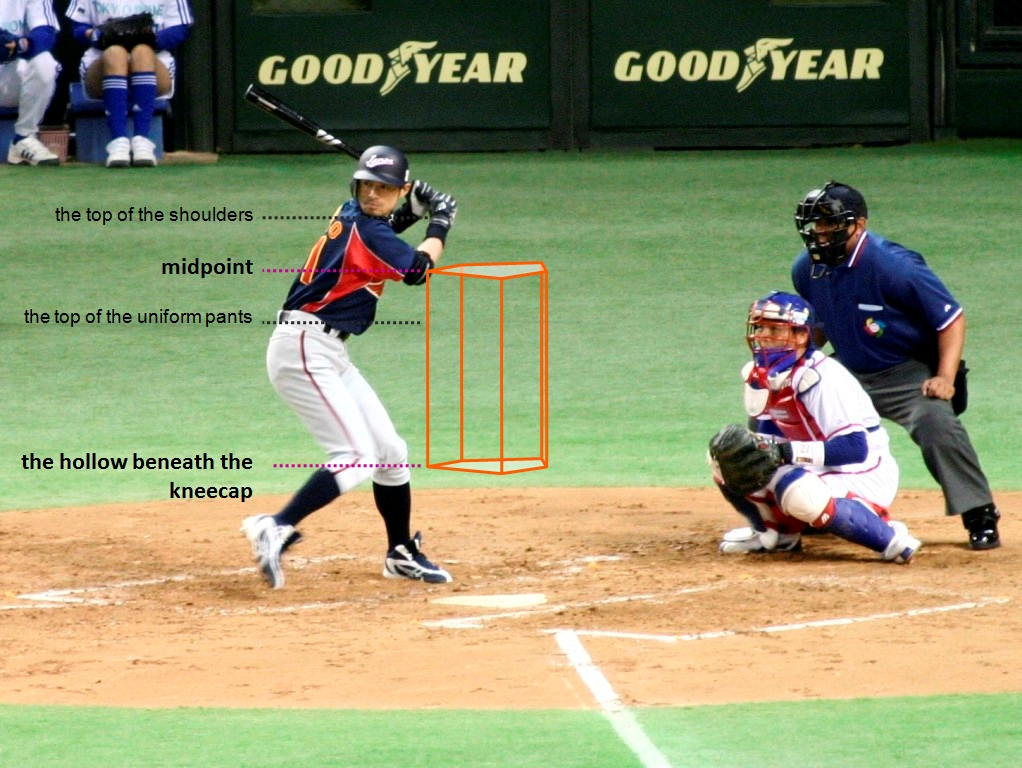
Linhas fictícias demostrando o volume de espaço de uma zona de strike em um jogo de beisebol.

Zona de strike em um jogo de beisebol, é um volume de espaço em a bola de beisebol deve passar quando arremessada para que seja marcado um strike.
O volume de espaço é definido em relação ao campo e ao corpo do rebatedor. Em relação ao campo é a área acima da base final, em relação ao rebatedor pode variar dependendo da liga, mas geralmente utiliza-se como referência os joelhos e o torso, a MLB atualmente utiliza a parte de cima do joelho e o meio do torso. O responsável por marcar se a bola passou ou não pela zona de strike é o árbitro que fica posicionado atrás do receptor, algumas ligas também podem permitir auxílio eletrônico.